# 肖宏江
肖宏江（1956年—），汉族，中华人民共和国政治人物、第十一届全国政协委员。
加入中国共产党，担任湖北省能源集团有限公司总经理、党委副书记。2008年，当选第十一届全国政协委员，代表经济界，分入第三十六组。